# Љубе Бошкоски
Љубе Бошкоски (рођен 24. октобра 1960. године у селу Челопек у близини Тетова, Македонија) познат и као „Брат Љубе“, је македонски политичар и бивши Министар унутрашњих послова Македоније.
Дипломирао је на Правном факултету у Скопљу 1985. године. У почетку је радио као приправник у суду, потом као правник у Фонду за здравствено осигурање Ровињ - Хрватска.
По завршетку парламентарних избора 1998. године постављен је за заменика директора Дирекције за безбедност и контраобавештавање у Министарству унутрашњих послова Северне Македоније. У јануару 2001. године именован је за државног секретара истог министарства, да би у мају коначно био постављен за министра. У септембру 2002. године разрешен је ове функције.

## Раштански Лозја инцидент
Другог марта 2002. године у месту Раштански Лозја, близу македонске границе са Србијом, убијено је 6 пакистанских и један држављанин Индије. Убијени су од стране „Лавова“, специјалне елитне јединице формиране за време конфликата 2001. године, која је обучена за борбу против терориста. Тадашњи Министар унутрашњих послова Љубе Бошкоски тврдио је да су седморица убијених припадници исламистичке милитантне јединице и да су припремали нападе на британску, америчку и немачку амбасаду. Међутим након свеобухватне истраге, у априлу 2004. године истина је изашла на видело. Седморица убијених људи заправо су били имигранти, који су након што су протерани из Бугарске, провели у Скопљу неколико дана и када су покушали да из Македоније пређу границу, са циљем да стигну у неку од земаља западне Европе - убијени.

## Хашке оптужбе
Током свог мандата од непуне две године, Бошкоски је оптужен од стране Хашког трибунала за командну одговорност у случају Љуботен, када је у периоду од 12. до 15. августа 2001. године у акцији снага безбедности убијено најмање 6 ненаоружаних Албанаца, при чему је још 13 мештана било мучено. У оптужници је наведено и да је 12 кућа било запаљено. Оптужница се односила на одговорност Бошкоског јер није истражио злочине нити осигурао да кривци за тај злочин буду кажњени. За непосредно командовање у овом случају оптужен је Јохан Тарчуловски, који је након доношења пресуде у јуну 2008. године осуђен на 12 година затвора.
Ипак, Хашки трибунал је установио да иако су постојали пропусти у његовом раду, не постоје докази да он није предузео све мере на хапшењу одговорних, па је ослобођен кривице по свим тачкама оптужнице.

## Осуда за нелегално финансирање предизборне кампање
Дана 6. јуна 2011. године, један дан после парламентарних избора на којима његова партија, Уједињени за Македонију, није освојила ни једно место у Собрању, Бошковски је ухапшен под сумњом да је нелегално финансирао сопствену политичку кампању. Током хапшења, полиција га је теретила, да је тада у његовим колима пронашла 100.000 евра и пиштољ. Према изјавама полицијских званичника, полиција је тајно пратила Бошковског три месеца и сазнала да је од истог извора примио још додатних 30.000 евра.
Бошковски је био у притвору 30 дана након чега је започето суђење. Дана 29. новембра 2011. године, осуђен је за финансирање кампање илегално стеченим средствима и злоупорабом министарске функције док је био у Влади. Одређена му је затворска казна од седам година. Његова породица и чланови његове партије оптужили су Владу да су оптужбе политички мотивисане од стране његових супарника.

## Оптужба за помагање у убиству
Почетком октобра 2012. године, покренут је поступак против 15 особа осумњичених за учешће у убиству Марјана Тушевског и Кире Јанева 10. јула 2001. године у центру Скопља. Двојица, за које се сматра да су извршили убиство, држављани су Србије и тренутно су у бекству. Остали су осумњичени за наруџбу убиства, а међу њима се нашао и Бошковски, који још увек служи затворску казну у Идризову.